# P.S. Post Scriptum
„P.S. Post Scriptum” је југословенски и словеначки филм из 1988. године. Режирали су га Марцел Бух, Боштјан Хладник и Андреј Стојан а сценарио су написали Марцел Бух и Андреј Стојан.

## Радња
Трећи словеначки омнибус (након Три приче (1955) и Три прилога словенске блажености (1983)) говори о различитим судбинама троје старијих људи . 
Прича Бег говори о вајару који се, као уметник старије генерације, не може снаћи у хаотичном Паризу, креће се у усамљено село где почиње да производи штапове и надгробне споменике. 
Прича Хлада је посвећена усамљеном мужу, који се сећа своје младости, али убрзо потом уђе у усамљен свакодневни живот. 
Прича Прстен је пропраћена колапсом и поновним појављивањем филмске звезде, која се безнадежно повлачи из пензионисања, али његово самопоуздање се ојачава када долази у домове за старије. Од ове године људи стварно не раде мудри људи већ само старци?

## Улоге
| Глумац           | Улога        |
| ---------------- | ------------ |
| Јанез Албрехт    | Пензионер    |
| Иво Бан          |              |
| Петер Боштјанчич |              |
| Марјета Грегорац |              |
| Боштјан Хладник  | Говорник     |
| Јоже Хорват      | Млади глумац |
| Роман Кончар     | Пријатељ     |
| Гојмир Лесњак    | Пријатељ     |
| Бојан Марошевич  |              |
| Бине Матох       | Пријатељ     |
| Јанез Меглич     | Плесач       |
| Звездана Млакар  | Јудита       |
| Марко Окорн      | Стане        |
| Бернарда Оман    | Уредница     |
| Тине Оман        |              |

Остале улоге ▼
| Глумац           | Улога       |
| ---------------- | ----------- |
| Марта Пестатор   | Глумица     |
| Антон Петје      | Функционер  |
| Драгица Петровић | Продавачица |
| Винко Подгоршек  | Старац      |
| Радко Полич      | Полич       |
| Јожеф Ропоса     | Дечак       |
| Берт Сотлар      | Глумац      |
| Јуриј Соучек     | Сусед       |
| Златко Шугман    | Директор    |
| Аленка Светел    |             |
| Јудита Зидар     | Плесачица   |
| Стево Жигон      |             |